# 三皇五帝
三皇五帝（さんこうごてい）は、古代中国の神話伝説時代の8人の帝王。夏王朝以前と位置付けられる。

## 概要
「三皇五帝」の語は『周礼』（春官外史）や『呂氏春秋』（禁塞篇など）にみえる語である。ところが、その構成の具体的な議論が行われるようになったのは漢代になってからで、しかも三皇の構成について定論を見なかったとされる。
歴史書では「三皇五帝」よりも「五帝三王」という語のほうが用例が多かったとされ、秦代でもそれは変わらなかった。『呂氏春秋』や『礼記』、『史記』などには上古の時代に「五帝時代」が存在したことを前提とする記述があり、この「五帝」についても様々な説が提示された。ただ「五帝」については、『史記』五帝本紀正義に従って黄帝、顓頊、帝嚳（嚳）・唐堯（堯）・虞舜為（舜）とする説がほぼ定論とされ、『世経』以降は黄帝と顓頊の間に少昊を挿入する歴史体系がとられるようになっていた。ところが後世の「三皇五帝論」は単に帝王の系譜をたどるものではなく、論者の価値観により顕彰された帝王のランキングとなり少昊が排除されるようになった（なお鄭玄は『史記』の五帝に少昊を加える六人五帝説をとった）。
他方、皇甫謐は従来の感生帝説と五行相生説に基づく評価基準をもとに、これを伏羲から順に三皇五帝の枠組に配当し、伏羲・神農・黄帝を三皇、少昊・顓頊・帝嚳・堯・舜を五帝とする説をとった。
なお、『史記』秦始皇本紀の始皇26年（紀元前201年）の記事には、秦王（のちの始皇帝）に対して臣下が「泰皇」の称号を推薦したが、王は「帝号」を議せよと丞相に命じた。そして「皇帝」号が創出されたが、これについて「三皇五帝」から創出されたとする見解がある一方、思想的背景や「天子」号との関係など不明な点が多いとの指摘もある。

## 構成

### 三皇
三皇については諸説あるが、まず『史記』秦始皇本紀に由来する説がある。
- 天皇・地皇・泰皇（人皇）とする説[2]

この説は『史記』秦始皇本紀の「古有天皇、有地皇、有泰皇、有皇最貴。」に由来するが、三者をセットにして開闢後の最初の帝王に据えたのは緯書が最初とされる。
一方で『史記』五帝本紀索隠・正義は、各書にある伏羲・神農・黄帝とする説をまとめている。
- 伏羲・神農・黄帝とする説 - 孔安国『尚書序』や皇甫謐『帝王世紀』、孫氏注『世本』など[2]

また、東漢の応劭の『風俗通』皇覇篇は各書にある説を以下のようにまとめている。
- 伏羲・女媧・神農とする説 - 『春秋運斗枢』[2]
- 伏羲・祝融・神農とする説 - 『礼号諡記』[2]
- 燧人・伏羲・神農とする説 - 『含文嘉』や『尚書大伝』[2]

なお、『礼記』（礼運正義）では漢魏の学者は次のようであったという。
- 燧人・伏羲・神農とする説 - 応劭、宋均、譙周[2]
- 伏羲・女媧・神農とする説 - 鄭玄[2]

### 五帝
- 太皞伏羲・炎帝神農・黄帝・少皞（少昊）・顓頊とする説
  - 『呂氏春秋』（十二紀）や『礼記』（月令）など[3]
- 黄帝・顓頊・帝嚳（嚳）・帝堯（堯）・帝舜（舜）とする説
  - 『大戴礼記』（五帝徳）、『国語』（魯語）、『史記』（五帝本紀）など[3]
- 少皞（少昊）・顓頊・帝嚳（嚳）・唐堯（堯）・虞舜（舜）とする説
  - 孔安国『尚書序』、皇甫謐『帝王世紀』、孫氏注『世本』など（『史記』五帝本紀索隠・正義による）[3][2]
- 包羲・神農・黄帝・堯・舜とする説
  - 『三統暦』など[3]